# La luna (cortometraje)
La Luna es un cortometraje estadounidense de animación por computadora dirigido, escrito y animado por Enrico Casarosa. El corto se estrenó el 30 de mayo de 2011 en el Annecy International Animated Film Festival en Francia, y tuvo su estreno en cines el 15 de junio de 2012, junto al film de Pixar Brave.
La Luna fue uno de los 5 cortos nominados a un Óscar en la categoría de «mejor cortometraje animado» en los 84.os premios de la Academia.

## Argumento
En la lucha por imponer sus conocimientos, Papá y Nonno empiezan una absurda discusión que se ve interrumpida por la caída de una estrella gigante.
Ignorando al niño, ambos hombres intentan encontrar la forma de moverla, pero no tienen éxito. Mientras tanto, silenciosamente, el niño se aleja de sus parientes, explora la situación y liberado de la presión que ejercían Papá y Nonno, encuentra la solución al problema: golpeando la punta de la estrella y rompiéndola en estrellas más pequeñas.  
Luego, Bambino, Papá y Nonno barren las estrellas y así hacer menguar la Luna.

## Protagonistas
- Krista Sheffler es Bambino (Niño).
- Tony Fucile es Papá.[5]
- Phil Sheridan es Nonno (Abuelo).[6]